# Beitin
Beitin, en arabe : بيتين, est un village du gouvernorat de Ramallah et Al-Bireh en Palestine. Elle est située à 5 km au nord-est de Ramallah et au centre de la Cisjordanie.
Selon le recensement du bureau central palestinien des statistiques, la localité compte une population de 2 242 habitants en 2017.